# Egypt (Schiff)
Die Egypt war ein 1897 in Dienst gestelltes Passagierschiff der britischen Reederei Peninsular and Oriental Steam Navigation Company (P&O), das Passagiere, Fracht und Post von Großbritannien nach Indien beförderte. Am 20. Mai 1922 sank die Egypt nach einer Kollision mit einem Frachter vor der französischen Küste, wobei 87 Menschen ums Leben kamen. Es handelte sich um eines der größten Schiffsunglücke im Ärmelkanal zwischen den beiden Weltkriegen und um einen der bis dahin schwersten Unfälle der Reederei P&O in Friedenszeiten. Die Bergung ihrer Gold- und Silberfracht in den 1930er Jahren war eine der bis dahin umfangreichsten Bergungsaktionen und setzte neue Maßstäbe für Bergungsausrüstungen und -techniken.

## Dienstzeit
Das 7.912 BRT große Dampfschiff Egypt wurde auf der Werft Caird & Company in der schottischen Stadt Greenock gebaut und lief am 15. Mai 1897 vom Stapel. Der Dampfer war 152,3 Meter lang, 16,5 Meter breit und hatte einen maximalen Tiefgang von 7,5 Metern. Die Dreifachexpansions-Dampfmaschinen leisteten 11.000 PSi und beschleunigten das Schiff auf 18 Knoten. Im Schiffsrumpf waren neun Schotts eingebaut, in die insgesamt 23 wasserdichte Türen eingebaut waren. Zur Rettungsausrüstung gehörten 18 Rettungsbojen, 953 Schwimmwesten sowie 18 Rettungsboote mit Platz für 860 Menschen.
Im September 1897 ging der Dampfer auf Jungfernfahrt. Die Egypt bediente die Route Tilbury–Port Said–Bombay, wurde aber auch gelegentlich für Fahrten nach Australien eingesetzt. Sie war das dritte in einem Quintett von Schwesterschiffen, die P&O für ihren Passagier- und Frachtverkehr nach Asien in Auftrag gab. Die anderen waren die China (1896), die India (1896), die Arabia (1898) und die Persia (1900). Die India, Arabia und Persia wurden im Ersten Weltkrieg von deutschen U-Booten versenkt.
Auf einer Fahrt im Jahr 1910 brachte die Egypt die britische Prinzessin Louise von Ägypten zurück nach Großbritannien. Im Ersten Weltkrieg wurde die Egypt durch die britische Regierung als HMHS No. 52 (Her Majesty's Hospital Ship Nr. 52) zum Kriegsdienst eingezogen und in ein Hospitalschiff umgewandelt, das im Mittelmeer kreuzte und bis zu 461 Patienten aufnehmen konnte. Diesem Zweck diente sie von August 1915 bis Juni 1919. 1921 kehrte die Egypt in den Dienst der P&O zurück.

## Untergang
Am Freitag, dem 19. Mai 1922 lief die Egypt unter dem Kommando von Kapitän Andrew Collyer in Tilbury mit Ziel Bombay via Marseille aus. An Bord befanden sich 44 Passagiere (14 Erste Klasse, 30 Zweite Klasse) und 294 Besatzungsmitglieder. Die meisten Passagiere waren Briten, es befanden sich aber auch vereinzelte US-Amerikaner und Spanier darunter. Ein großer Teil der Besatzung, etwa 208, stammte aus Indien („Lascars“). Zur Fracht gehörten fünf Tonnen Gold und zehn Tonnen Silber im Wert von 1.083.527 Pfund Sterling (nach damaligem Geldwert). Am Abend des 20. Mai geriet der Dampfer im Ärmelkanal vor der französischen Insel Ouessant in eine Nebelbank. Das Schiff war etwa 28 Seemeilen vom Leuchtturm Ar Men an der bretonischen Küste entfernt und befand sich auf dem Weg in den Golf von Biskaya. Kapitän Collyer drosselte die Geschwindigkeit. Kurz danach war das Nebelhorn eines anderen Schiffs zu hören, das schnell näher zu kommen schien. Der Nebel war allerdings so dicht, dass die Besatzung nicht einschätzen konnte, aus welcher Richtung das Signal kam und wie weit das Schiff entfernt war.
Um 19:30 Uhr, als an Bord gerade der Gong zum Abendessen ertönte, tauchte an Backbord plötzlich der Bug eines anderen Schiffes auf, das genau auf die Egypt zuhielt und schnell näher kam. Es handelte sich um den 1.383 BRT großen französischen Frachtdampfer Seine, der unter dem Kommando von Kapitän Le Barzic aus La Rochelle kommend nach Le Havre unterwegs war. Nur 15 Sekunden nach der Sichtung rammte der Frachter den größeren Passagierdampfer an der Backbordseite zwischen den Schornsteinen. Der Bug der Seine, der zum Eisbrechen konstruiert war, bohrte sich tief in den Rumpf der Egypt, die Schlagseite annahm, aber weiter Fahrt machte und sofort wieder aus dem Blickfeld der Seine verschwand. Trotz ihres schwer beschädigten Bugs folgte die Seine dem getroffenen Dampfer, der mit hoher Geschwindigkeit sank.
Nach Augenzeugenberichten blieben die Passagiere der Egypt größtenteils geordnet, aber unter der Besatzung brach Panik aus; es begann ein Ansturm auf die Rettungsboote. Viele Besatzungsmitglieder sprangen in die Boote, ohne Passagieren zu helfen. Durch die schnell zunehmende Schlagseite war das Aussetzen der Boote fast unmöglich. Am Ende wurden viele Boote und Flöße losgeschnitten, um nach dem Untertauchen des Bootsdecks freischwimmen zu können. Viele Menschen sprangen über Bord. Kapitän Collyer blieb bis zuletzt auf der Brücke. 20 Minuten nach der Kollision ging die Egypt unter. 87 Menschen (71 Besatzungsmitglieder und 16 Passagiere) verloren durch das Unglück ihr Leben. Die Seine nahm die Überlebenden auf und brachte sie nach Brest. Nachdem über Funk die Nachricht von der Kollision Brest erreicht hatte, wurden die Schlepper Vaillante und Cannonière zum Unglücksort geschickt, die aber nur noch Leichen bergen konnten. Der Frachter Carihacon (1.871 BRT) der Limerick Steamship Company und das Passagierschiff Andes (15.620 BRT) der Royal Mail Line nahmen die Funksprüche auf und antworteten dem in Seenot geratenen Schiff, konnten aber nicht mehr rechtzeitig eintreffen.
Unter den Todesopfern waren der Schiffsarzt Dr. D. C. Bremner, eine Reihe der indischen Seeleute, die britische Missionarin und Schulleiterin Ethel Rhoda McNeille, die einen Platz in einem Rettungsboot ablehnte, eine spanische Passagierin mit zwei kleinen Kindern sowie zwei US-Amerikanerinnen, Mrs. Minnie Lois Sibley aus Toledo (Ohio) und Miss Virginia Margaret Boyer aus Pittsburgh, die auf dem Weg nach Indien waren, um dort als Missionarinnen zu arbeiten. Auch der Erste Funker Arthur W. Hardwick, der bis zuletzt auf seinem Posten blieb, ging mit dem Schiff unter.

## Untersuchung
Der Vorfall wurde von einem Untersuchungsausschuss des britischen Board of Trade unter Vorsitz des Juristen und Marinesachverständigen Butler Aspinall untersucht. Im September 1922 veröffentlichte der Ausschuss seine Ergebnisse: Kapitän Collyer wurde für schuldig befunden, nicht ausreichend für Disziplin und Ordnung unter den Mannschaftsmitgliedern gesorgt zu haben, und der Leitende Offizier Charles Walter Wainwright wurde für schuldig befunden, bei der Koordinierung der Evakuierung versagt zu haben. Collyer wurde für sechs Monate von seinem Posten als Kapitän suspendiert. Das Verhalten der Crew allgemein wurde schwer kritisiert.
Das Board of Trade belastete auch den Kapitän der Seine, le Barzic, den es beschuldigte, den Überlebenden zu spät zu Hilfe gekommen zu sein. Der Reederei P&O wurde mangelnde Disziplinierung ihrer Angestellten vorgeworfen. Das Board of Trade legte ihr nahe, aus dem Unglück zu lernen.

## Bergung der Fracht
Die wertvolle Gold- und Silberfracht der Egypt wurde in den 1930er Jahren fast vollständig geborgen. Zwischen 1923 und 1928 kam es zu wiederholten Versuchen französischer und schwedischer Bergungsunternehmen, das Wrack zu lokalisieren, um Bergungsmaßnahmen durchführen zu können. Das Wrack konnte zwar lokalisiert werden, alle Bergungsversuche blieben aber erfolglos.
Im Juni 1929 nahm das italienische Unternehmen Società di Ricuperi Marittimi („Sorima“) unter der Leitung von Giovanni Quaglia den Auftrag des britischen Versicherungsunternehmens Lloyd’s of London an, die Barren zu bergen. Im August 1930 unternahm Quaglia mit dem Bergungsboot Artiglio den ersten Versuch. Nach 15 Monaten fand er das Wrack, das in 118 Metern Tiefe aufrecht auf dem Meeresboden lag. Auch die Masten und Schornsteine standen immer noch aufrecht. Mittels Sprengungen gelang es dem Unternehmen bis 1933, 95 % der Barren aus den Laderäumen zu bergen. Die Kosten der Aktion beliefen sich auf 200.000 Pfund Sterling.
In den Jahren 1987 und 2001 fanden weitere Expeditionen zum Wrack statt, bei denen aber nur noch wenige Barren gefunden wurden.